# Sibine eucleides
Sibine eucleides är en fjärilsart som beskrevs av Dyar 1906. Sibine eucleides ingår i släktet Sibine och familjen snigelspinnare. Inga underarter finns listade i Catalogue of Life.